# Ретель
Рете́ль (фр. Rethel) — город и коммуна во Франции, находится в регионе Шампань — Арденны. Департамент — Арденны. Административный центр кантона Ретель. Супрефектура округа Ретель.
Население — 7740 человек (2008 год).
Возникла на месте военного лагеря Цезаря. До X века принадлежала богатейшему монастырю св. Ремигия в Реймсе, один из аббатов которого провозгласил себя графом Ретельским. От его наследников титул перешёл в XV веке к Бургундскому, а затем и к Клевскому дому. В 1581 году король позволил Луи де Неверу из дома Гонзага принять герцогский титул. Самым знаменитым герцогом Ретельским был кардинал Мазарини.